# Acide cystéique
L’acide L-cystéique est un intermédiaire du métabolisme de la cystéine. Il est produit à partir de cystéine et de sulfite SO32− par la cystéine lyase (EC 4.4.1.10).